# يوانا باتسوا
يوانا باتسوا (بالبولندية: Joanna Pacuła)‏ (من مواليد 2 يناير 1957) ممثلة وعارضة أزياء بولندية أمريكية، هاجرت إلى الولايات المتحدة في أوائل الثمانينيات ، اكتسبت مكانة بارزة من خلال عملها عارضة أزياء لمجلة فوغ. وقد منحها أدائها الرائع في فيلم «غوركي بارك» لمارتن كروز سميث عام 1983 ترشيحها لجائزة غولدن غلوب لنجمة العام الجديدة - ممثلة. في السنوات التالية ، أسست نفسها كممثلة شخصية غزيرة ، ظهرت في العديد من الأفلام والمسلسلات التلفزيونية البارزة.

## الروابط الخارجية
- يوانا باتسوا على موقع IMDb (الإنجليزية)
- يوانا باتسوا على موقع روتن توميتوز (الإنجليزية)
- يوانا باتسوا على موقع أول موفي (الإنجليزية)
- يوانا باتسوا على موقع قاعدة بيانات الأفلام السويدية (السويدية)
- يوانا باتسوا على موقع إن إن دي بي (الإنجليزية)
- يوانا باتسوا على موقع قاعدة بيانات الفيلم (الإنجليزية)
- يوانا باتسوا في قاعدة بيانات الأفلام على الإنترنت